# Croton pycnophyllus
Croton pycnophyllus är en törelväxtart som beskrevs av Philipp Salzmann och Diederich Franz Leonhard von Schlechtendal. Croton pycnophyllus ingår i släktet Croton och familjen törelväxter. Inga underarter finns listade i Catalogue of Life.